# ジョージ・ベンサム

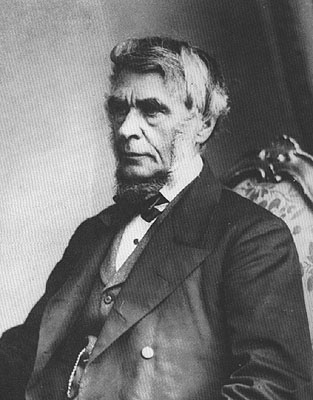
ジョージ・ベンサム (1800–1884).

ジョージ・ベンサム（George Bentham CMG FRS、1800年9月22日 – 1884年9月10日） は、イギリスの植物学者である。ジョセフ・ダルトン・フッカーとともにベンサム＆フッカーの分類体系を造り、これはイギリス、アメリカ合衆国で使われた。

## 生涯
プリマスのストークに、海軍技術者のサミュエル・ベンサムの息子に生まれた。叔父は有名な哲学者・経済学者のジェレミ・ベンサムである。興味を持ったことに集中力を持続する性格であった。語学の才能を示し、7歳までにフランス語、ドイツ語、ロシア語を話し、スウェーデンにしばらく逗留する間にスウェーデン語も学んだ。ベンサム家はヨーロッパに長く滞在し、2年を過ごしたモントーバンの神学校でジョージはヘブライ語と数学を学んだ。その後、一家はモンペリエの大邸宅で暮らした。アングレームで学ぶうちに、オーギュスタン・ピラミュ・ドゥ・カンドールの著作を読み、植物の分類に興味を持った。1823年にロンドンに戻り、イギリスの植物学者と交流した。叔父の勧めで法律を学ぶが、1831年に父親が死に、翌年叔父も没したことから、余暇に植物と論理学の研究に専念できることになった。植物学の分野の著作には、Genera plantarum ad exemplariaimprimis in herbariis Kewensibus servata definita (1862–1883, 3巻)などがある。
ベンサムの集めた100,000点を越える、標本はウィリアム・ジャクソン・フッカーとジョセフ・ダルトン・フッカーが園長を務めたキューガーデンに納められた。
1830年から園芸協会の事務局長、1861年から1874年の間、ロンドン・リンネ協会の会長を務めた。1859年にロイヤル・メダルを受賞し、1862年に王立協会フェローに選ばれた。ラン科の属名、Benthamia とNeobenthamiaに献名されている。 

## 著書
- Catalogue des plantes indigènes des Pyrénées et du Bas-Languedoc (1826)
- Outline of a new System of Logic (1827) online
- Labiatarum genera et species (1832–1836)
- Scrophularineae indicae (1835)
- Plantae Hartwegianae (1839–1857)
- Handbook of the British Flora (1858–1865)
- Flora Honkongensis (1861)
- Flora australiensis (フェルディナント・フォン・ミュラーと共著、1863–1870)
- Genera plantarum ad exemplariaimprimis in herbariis Kewensibus servata definita (1862–1883, 3巻)